# أنجيل ميلونيو
أنجيل ميلونيو (بالإسبانية: Ángel Melogno) (22 مارس 1905 في سالتو، الأوروغواي – 27 مارس 1945 في مونتيفيديو ، الأوروغواي) لاعب كرة قدم أوروغواياني كان يجيد اللعب في خط الوسط .
لعب ميلونيو في نادي واحد طوال مسيرته الرياضية وهو بيلا فيستا .
ساهم ميلونيو في الحصول على الميدالية الذهبية في دورة الألعاب الأولمبية 1928 التي أقيمت في العاصمة الهولندية أمستردام وبطولة كأس العالم لكرة القدم 1930 التي استضافتها بلاده على الرغم من عدم لعبه أي مباراة .

## وصلات خارجية
- أنجيل ميلونيو على موقع الاتحاد الدولي (مؤرشف)  (الإنجليزية)
- أنجيل ميلونيو على موقع ناشيونال فوتبول تيمز (الإنجليزية)
- أنجيل ميلونيو على موقع عالم كرة القدم.نت (الإنجليزية)
- أنجيل ميلونيو على موقع أوليمبيديا (الإنجليزية)
- هذا تشكيلات أبطال كأس العالك لكرة القدم
- تشكيلة منتخب الأوروغواي لكرة القدم[وصلة مكسورة]